# Hibernian Edinburgh
Hibernian Edinburgh (offiziell: Hibernian Football Club, auch: The Hibs, Hi-bees – sprich: „High-bees“) ist ein schottischer Fußballverein aus Edinburgh. Das Team spielt in der Scottish Premiership, der höchsten schottischen Liga. Der Verein wurde im Jahr 1875 von Mitgliedern der irischen Gemeinde Edinburghs gegründet und der Name leitet sich vom lateinischen Wort für Irland ab. Das irische Erbe von Hibernian spiegelt sich im Namen, den Farben und Wappen des Vereins wider. Heimspiele werden seit 1893 im Easter-Road-Stadion ausgetragen. Hibernian gewann viermal die schottische Meisterschaft, zuletzt 1952. Drei dieser vier Meisterschaften wurden zwischen 1948 und 1952 gewonnen. Der Verein gewann den schottischen Pokal (1887, 1902 und 2016) und schottischen Ligapokal dreimal (1972, 1991 und 2007). Hibernian erreichte 1955/56 das Halbfinale des ersten Europapokals und war damit die erste britische Mannschaft, die an einem europäischen Wettbewerb teilnahm. Der Lokalrivale ist Heart of Midlothian, mit dem es das Edinburgh Derby gibt.

## Vereinsfarben
Die offiziellen Farben sind smaragdgrün und weiß. Das Hemd ist traditionell in grün gehalten mit weißen Ärmeln, weißem Kragen und grünen Bündchen bei langen Ärmeln. Die Hosen sind weiß und die Stutzen grün mit weißen Bündchen.
Hibernian trug die weißen Trikotärmel erstmals am 13. August 1938 gegen Hamilton Academical. Das Heimstadion Easter Road wurde im Vorfeld einer größeren Renovierung unterzogen. Die Keltische Harfe und die Kleeblätter am Eingangstor wurden neu bemalt. Die Tribüne, die Mauer um den Rasen und die Stehplatzbegrenzung wurden komplett weiß gestrichen. Die eckigen Torpfosten wurden durch ovale Torpfosten erneuert und die Tore mit grünen Netzen bespannt. Am Spieltag kündigte der Stadionsprecher über die neuen Lautsprecher eine „hellere Easter Road“ an, bevor die Hibs in ihren neuen Trikots erschienen.

## Geschichte

### Gründung
Der Klub wurde im August 1875 von Mitgliedern der katholischen Saint Patrick’s Church als Hibernians Football Club gegründet. Unter ihnen waren der Kanoniker Edward Joseph Hannan und der Vorsitzende der Catholic Young Men’s Association, Michael Whelahan, der auch der erste Kapitän der Vereinsgeschichte wurde. Die Gründung fand in der Saint Mary’s Street Hall statt, die heute noch existiert.
Der Verein war damit der erste größere Verein in Schottland für die Mitglieder der irisch-katholischen Bevölkerung.
Der Vereinsname Hibernia ist der lateinische Name für Irland und reflektiert somit seine Wurzeln, die auf irische Auswanderer zurückgehen. So diente der Klub unter anderem als Vorbild für Dundee Hibernian – das heutige Dundee United – und den Celtic FC, der sich bei ihrer Gründung fast Glasgow Hibernian genannt hätte.

### „Weltmeister“
Am 13. August 1887 besiegte Hibernian die englische Mannschaft Preston North End in einem Spiel, das von den beiden Verbänden The Football Association und Scottish Football Association zwischen den jeweiligen Pokalsiegern als Association Football Championship of the World ausgetragen wurde. Hibernian durfte sich von nun an Weltmeister nennen.

### Nachkriegszeit
Die Nachkriegszeit war die erfolgreichste Zeit der Hibs, in der sie drei Meisterschaften holten und für ihren Angriffsfußball berühmt wurden. Die damalige Angriffsreihe war als die „Famous Five“ bekannt, zu ihr gehörten die Spieler Gordon Smith, Bobby Johnstone, Lawrie Reilly, Eddie Turnbull und Willie Ormond. Auch unternahm der Club in dieser Zeit als einer der ersten schottischen Vereine Touren durch Südamerika, um dort Freundschaftsspiele auszutragen.

### Erster britischer Club im Europapokal
Die Hibs waren der erste britische Klub, der in einem europäischen Wettbewerb spielte. Das erste Spiel im Europapokal der Landesmeister 1955/56 fand beim deutschen Vertreter Rot-Weiss Essen statt, das Hibernian mit 4:0 gewann. Das Rückspiel in Schottland endete 1:1. Hibernian kam letztendlich bis ins Halbfinale und wurde erst dort von Stade de Reims geschlagen, die von Raymond Kopa angeführt wurden. Die Einladung zu dieser ersten Austragung des UEFA Europapokals wurde, obwohl in der Meisterschaft 1955 nur der 5. Platz erreicht wurde, durch die damals zwingend vorgeschriebene Flutlichtanlage für Abendspiele möglich, die erst ein Jahr zuvor im Stadion installiert worden waren. Die Einladungen zu diesem ersten Europapokal erfolgten damals unabhängig von der Platzierung in den Ligen. Da der englische Meister FC Chelsea nicht teilnehmen wollte, wurden die Hibs somit das erste britische Team in einem europäischen Pokalwettbewerb.
Die Hibs spielten weitere sechzehnmal im Europapokal und gewannen unter anderem beim FC Barcelona und schlugen am 29. November 1967 im Rückspiel der zweiten Runde um den Messestädte-Pokal 1967/68 den SSC Neapel mit Dino Zoff im Tor 5:0.

### Neuere Geschichte
In der Saison 2004/05 wurde die Hosenfarbe in Grün geändert, um das 40-jährige Jubiläum des 2:0-Freundschaftsspielsieges über Real Madrid zu feiern. Diese Kombination wurde damals gewählt, um einer Verwechslung mit den in komplett Weiß spielenden Madrilenen zu vermeiden.
Hibernians letzter Abstieg in die First Division erfolgte 1997/1998. Sie schafften den sofortigen Wiederaufstieg in die Scottish Premier League, unter anderem mit einer Serie von 12 Siegen in Folge. Am Ende wurden die Hibs mit 89 Punkten Tabellenerster, mit 23 Punkten Abstand zum Zweitplatzierten Falkirk.
Sie erreichten das Ligapokalfinale 2004, verloren aber gegen den FC Livingston.
Am 18. März 2007 gewann man den Ligapokal durch einen souveränen 5:1-Sieg gegen den FC Kilmarnock.
Unter Trainer Pat Fenlon erreichte man 2012 und 2013 das Schottische Cupfinale, scheiterte aber an den Lokalrivalen Heart of Midlothian bzw. Celtic Glasgow. Dadurch qualifizierte man sich für die Europa League, blamierte sich aber, als man in der 2. Qualifikationsrunde mit einem Gesamtscore von 0:9 gegen den schwedischen Vertreter Malmö FF ausschied. Nach einer 2:0-Niederlage auswärts ging das Rückspiel zuhause mit 0:7 verloren, was neuen schottischen Rekord darstellt.
Nach dem Rücktritt Fenlons wurde am 1. November 2013 Terry Butcher als neuer Trainer vorgestellt. Er konnte von Inverness Caledonian Thistle abgeworben werden. Die Saison verlief unter dem neuen Trainer allerdings katastrophal und die Hibs fanden sich im Abstiegskampf wieder. Hibernian wurde nur Vorletzter und musste sich nun im Play-off gegen Hamilton Academical durchsetzen, um erstklassig zu bleiben. Dabei kam es zum Elfmeterschießen, welches die Accies aber für sich entscheiden konnten. Damit war der Abstieg der Hibs besiegelt.
Butcher und die Chefetage von Hibernian waren massiver Kritik vonseiten der Fans ausgesetzt, und schließlich wurde der Trainer entlassen und der damalige Reservetrainer des FC Everton, Alan Stubbs, als neuer Manager präsentiert. Dieser hat eine Vergangenheit in Schottland, er war von 1996 bis 2001 Spieler von Celtic Glasgow. Da die Hearts ebenfalls absteigen mussten, kam es in der Saison 2014/15 in der zweiten schottischen Liga zu einem Edinburgh Derby.
Nach 114 Jahren (1902) gelang Hibernian Edinburgh 2016 der Gewinn ihres dritten FA Cup. Sie besiegten die Glasgow Rangers mit 3:2. Hibernian lag bis zur 80. Minute mit 1:2 zurück. David Gray erzielte in der 90.+2 Minute den entscheidenden Treffer.
In der Saison 2016/17 gelang der Wiederaufstieg in die erste Liga.

## Stadion
Die Mannschaft spielte ursprünglich wie alle anderen Mannschaften aus Edinburgh zur damaligen Zeit auf den Meadows, einem Park im Süden von Edinburghs Altstadt. 1880 zog der Klub in den Stadtteil Leith um, wo das neuerrichtete Stadion Hibernian Park stand. An dieser Stelle verläuft heute die Bothwell Street. Seit 1891 richtet Hibernian seine Heimspiele im Stadion an der Easter Road aus, nur einem Steinwurf von ihrer ersten Heimat entfernt.

## Rivale Heart of Midlothian
Der traditionelle Konkurrent der Hibs ist der ebenfalls in Edinburgh ansässige Klub Heart of Midlothian. Das erste „offizielle“ Edinburgh Derby fand am 25. Dezember 1875 statt, als die Hearts Hibernian mit 1:0 schlugen.
Es sollte bis zum letzten Spiel einer Serie von fünf Spielen um den englischen FA Cup 1878 dauern, ehe die beiden Vereine die dominanten in Edinburgh werden sollten. Die Hearts gewannen mit 3:2 nach 0:0-, 1:1-, 1:1- und 1:1-Unentschieden.
Das wohl bemerkenswerteste Duell war das Finale im schottischen Pokal am 14. März 1896, das die Hearts mit 3:1 in Logie Green gewannen. Es blieb bislang das einzige Finale, das außerhalb von Glasgow ausgetragen wurde.

## Kader Saison 2025/26
Stand: 16. August 2025
| Nr. |            | Position | Name              |
| --- | ---------- | -------- | ----------------- |
| 1   | Osterreich | TW       | Raphael Sallinger |
| 4   | Schottland | AB       | Grant Hanley      |
| 5   | Irland     | AB       | Warren O’Hora     |
| 6   | Wales      | MF       | Dylan Levitt      |
| 7   | Frankreich | ST       | Élie Youan        |
| 8   | Gambia     | MF       | Alasana Manneh    |
| 9   | Schottland | ST       | Kieron Bowie      |
| 10  | Australien | ST       | Martin Boyle      |
| 11  | England    | MF       | Joe Newell        |
| 12  | Schottland | MF       | Chris Cadden      |
| 13  | England    | TW       | Jordan Smith      |
| 14  | Sambia     | MF       | Miguel Chaiwa     |
| 15  | Australien | AB       | Jack Iredale      |

| Nr. |                              | Position | Name            |
| --- | ---------------------------- | -------- | --------------- |
| 17  | Irland                       | MF       | Jamie McGrath   |
| 18  | Togo                         | ST       | Thibault Klidjé |
| 19  | Schottland                   | MF       | Nicky Cadden    |
| 20  | Schottland                   | MF       | Josh Mulligan   |
| 21  | England                      | AB       | Jordan Obita    |
| 23  | Kanada                       | ST       | Junior Hoilett  |
| 27  | England                      | AB       | Kanayo Megwa    |
| 30  | Schottland                   | MF       | Jacob MacIntyre |
| 31  | Schottland                   | TW       | Murray Johnson  |
| 32  | Schottland                   | MF       | Josh Campbell   |
| 33  | Kongo Demokratische Republik | AB       | Rocky Bushiri   |
| 35  | Schottland                   | MF       | Rudi Molotnikov |

### Verliehene Spieler
| Nr. |  | Position | Name |
| --- |  | -------- | ---- |

| Nr. |  | Position | Name |
| --- |  | -------- | ---- |

## Europapokalbilanz
| Saison  | Wettbewerb                    | Runde                  | Gegner                   | Gesamt          | Hin     | Rück          |
| ------- | ----------------------------- | ---------------------- | ------------------------ | --------------- | ------- | ------------- |
| 1955/56 | Europapokal der Landesmeister | 1. Runde               | Rot-Weiss Essen          | 5:1             | 4:0 (H) | 1:1 (A)       |
| 1955/56 | Europapokal der Landesmeister | Viertelfinale          | Djurgårdens IF           | 4:1             | 3:1 (H) | 1:0 (A)       |
| 1955/56 | Europapokal der Landesmeister | Halbfinale             | Stade Reims              | 0:3             | 0:2 (H) | 0:1 (A)       |
| 1960/61 | Messestädte-Pokal             | 1. Runde               | FC Lausanne-Sport        | 2:0             | N/A     | N/A           |
| 1960/61 | Messestädte-Pokal             | Viertelfinale          | FC Barcelona             | 7:6             | 4:4 (H) | 3:2 (A)       |
| 1960/61 | Messestädte-Pokal             | Halbfinale             | AS Rom                   | 5:5             | 2:2 (A) | 3:3 (H)       |
| 1961/62 | Messestädte-Pokal             | 1. Runde               | Belenenses Lissabon      | 6:4             | 3:3 (A) | 3:1 (H)       |
| 1961/62 | Messestädte-Pokal             | 2. Runde               | FK Roter Stern Belgrad   | 0:5             | 0:4 (H) | 0:1 (A)       |
| 1962/63 | Messestädte-Pokal             | 1. Runde               | Kopenhagen               | 7:2             | 4:0 (A) | 3:2 (H)       |
| 1962/63 | Messestädte-Pokal             | 2. Runde               | Utrecht                  | 3:1             | 1:0 (H) | 2:1 (A)       |
| 1962/63 | Messestädte-Pokal             | Viertelfinale          | FC Valencia              | 1:7             | 0:5 (H) | 1:2 (A)       |
| 1965/66 | Messestädte-Pokal             | 1. Runde               | FC Valencia              | 2:2             | 2:0 (A) | 0:2 (H)       |
| 1967/68 | Messestädte-Pokal             | 1. Runde               | FC Porto                 | 4:3             | 3:0 (H) | 1:3 (A)       |
| 1967/68 | Messestädte-Pokal             | 2. Runde               | SSC Neapel               | 6:4             | 1:4 (A) | 5:0 (H)       |
| 1967/68 | Messestädte-Pokal             | 3. Runde               | Leeds United             | 1:2             | 0:1 (A) | 1:1 (H)       |
| 1968/69 | Messestädte-Pokal             | 1. Runde               | NK Olimpija Ljubljana    | 5:1             | 3:0 (A) | 2:1 (H)       |
| 1968/69 | Messestädte-Pokal             | 2. Runde               | 1. FC Lokomotive Leipzig | 4:1             | 3:1 (H) | 1:0 (A)       |
| 1968/69 | Messestädte-Pokal             | 3. Runde               | Hamburger SV             | (a)2:2(a)       | 0:1 (A) | 2:1 (H)       |
| 1972/73 | Europapokal der Pokalsieger   | 1. Runde               | Sporting Lissabon        | 7:3             | 1:2 (A) | 6:1 (H)       |
| 1972/73 | Europapokal der Pokalsieger   | Achtelfinale           | KS Besa Kavaja           | 8:2             | 7:1 (H) | 1:1 (A)       |
| 1972/73 | Europapokal der Pokalsieger   | Viertelfinale          | Hajduk Split             | 4:5             | 4:2 (H) | 0:3 (A)       |
| 1973/74 | UEFA-Pokal                    | 1. Runde               | ÍB Keflavík              | 3:1             | 2:0 (H) | 1:1 (A)       |
| 1973/74 | UEFA-Pokal                    | 2. Runde               | Leeds United             | 0:0 (4:5 i. E.) | 0:0 (A) | 0:0 (H)       |
| 1974/75 | UEFA-Pokal                    | 1. Runde               | Rosenborg Trondheim      | 12:3            | 3:2 (A) | 9:1 (A)       |
| 1974/75 | UEFA-Pokal                    | 2. Runde               | Juventus Turin           | 2:8             | 2:4 (H) | 0:4 (A)       |
| 1975/76 | UEFA-Pokal                    | 1. Runde               | FC Liverpool             | 2:3             | 1:0 (H) | 1:3 (A)       |
| 1976/77 | UEFA-Pokal                    | 1. Runde               | FC Sochaux               | 1:0             | 1:0 (H) | 0:0 (A)       |
| 1976/77 | UEFA-Pokal                    | 2. Runde               | Östers IF                | 3:4             | 2:0 (H) | 1:4 (A)       |
| 1978/79 | UEFA-Pokal                    | 1. Runde               | IFK Norrköping           | 3:2             | 3:2 (H) | 0:0 (A)       |
| 1978/79 | UEFA-Pokal                    | 2. Runde               | Racing Straßburg         | 1:2             | 0:2 (A) | 1:0 (H)       |
| 1989/90 | UEFA-Pokal                    | 1. Runde               | Videoton SC              | (a)4:0(a)       | 1:0 (H) | 3:0 (A)       |
| 1989/90 | UEFA-Pokal                    | 2. Runde               | RFC Lüttich              | (a)0:0(a)       | 0:0 (H) | 0:1 n. V. (A) |
| 1992/93 | UEFA-Pokal                    | 1. Runde               | RSC Anderlecht           | (a)4:4(a)       | 3:3 (H) | 1:1 (A)       |
| 2001/02 | UEFA-Pokal                    | 1. Runde               | AEK Athen                | 3:4             | 0:2 (A) | 3:2 n. V. (H) |
| 2004    | UEFA Intertoto Cup            | 2. Runde               | Vėtra Vilnius            | 1:2             | 1:1 (A) | 0:1 (H)       |
| 2005/06 | UEFA-Pokal                    | 1. Runde               | FK Dnipro                | 1:5             | 0:0 (H) | 1:5 (A)       |
| 2006    | UEFA Intertoto Cup            | 2. Runde               | FC Dinaburg              | 8:0             | 5:0 (A) | 3:0 (H)       |
| 2006    | UEFA Intertoto Cup            | 3. Runde               | Odense BK                | (a)2:2(a)       | 0:1 (A) | 2:1 (H)       |
| 2008    | UEFA Intertoto Cup            | 2. Runde               | IF Elfsborg              | 0:4             | 0:2 (A) | 0:2 (H)       |
| 2010/11 | UEFA Europa League            | 3. Qualifikationsrunde | NK Maribor               | 2:6             | 0:3 (H) | 2:3 (A)       |
| 2013/14 | UEFA Europa League            | 2. Qualifikationsrunde | Malmö FF                 | 0:9             | 0:7 (A) | 0:2 (H)       |
| 2016/17 | UEFA Europa League            | 2. Qualifikationsrunde | Brøndby IF               | 1:1 (3:5 i. E.) | 0:1 (H) | 1:0 (A)       |
| 2018/19 | UEFA Europa League            | 1. Qualifikationsrunde | NSÍ Runavík              | 12:5            | 6:1 (H) | 6:4 (A)       |
| 2018/19 | UEFA Europa League            | 2. Qualifikationsrunde | Asteras Tripolis         | 4:3             | 3:2 (H) | 1:1 (A)       |
| 2018/19 | UEFA Europa League            | 3. Qualifikationsrunde | Molde FK                 | 0:3             | 0:0 (H) | 0:3 (A)       |
| 2021/22 | UEFA Europa Conference League | 2. Qualifikationsrunde | FC Santa Coloma          | 5:1             | 3:0 (H) | 2:1 (A)       |
| 2021/22 | UEFA Europa Conference League | 3. Qualifikationsrunde | HNK Rijeka               | 2:5             | 1:1 (H) | 1:4 (A)       |
| 2023/24 | UEFA Europa Conference League | 2. Qualifikationsrunde | Inter Club d’Escaldes    | 7:3             | 1:2 (A) | 6:1 (H)       |
| 2023/24 | UEFA Europa Conference League | 3. Qualifikationsrunde | FC Luzern                | 5:3             | 3:1 (H) | 2:2 (A)       |
| 2023/24 | UEFA Europa Conference League | Play-offs              | Aston Villa              | 0:8             | 0:5 (H) | 0:3 (A)       |
| 2025/26 | UEFA Europa League            | 2. Qualifikationsrunde | FC Midtjylland           | 2:3             | 1:1 (A) | 1:2 n. V. (H) |
| 2025/26 | UEFA Conference League        | 3. Qualifikationsrunde | FK Partizan Belgrad      | 4:3             | 2:0 (A) | 2:3 n. V. (H) |
| 2025/26 | UEFA Conference League        | Play-offs              | Legia Warschau           | -:-             | -:- (H) | -:- (A)       |

Gesamtbilanz: 102 Spiele, 43 Siege, 22 Unentschieden, 37 Niederlagen, 181:160 Tore (Tordifferenz +21)

## Erfolge
- Schottische Meisterschaft
  - Meister: 1903, 1948, 1951, 1952
- Schottischer Pokalsieger
  - Sieger: 1887, 1902, 2016
  - Finalist: 1896, 1914, 1923, 1924, 1947, 1958, 1972, 1979, 2001, 2012, 2013, 2021
- Schottischer Ligapokal
  - Sieger: 1973, 1991, 2007
  - Finalist: 1951, 1969, 1975, 1986, 1994, 2004, 2016, 2022
- Drybrough Cup
  - Sieger: 1972, 1973
- Scottish Division Two
  - Sieger: 1894, 1895, 1933
- Europapokal der Landesmeister
  - Halbfinale: 1956
- Europapokal der Pokalsieger
  - Viertelfinale: 1973
- Messestädte-Pokal
  - Halbfinale: 1961

## Trainer
- Dan McMichael (1901–1903)
- Phil Kelso (1903–1904)
- Dan McMichael (1904–1919)
- Davy Gordon (1919–1921)
- Alex Maley (1921–1925)
- Bobby Templeton (1925–1936)
- Willie McCartney (1936–1948)
- Hugh Shaw (1948–1961)
- Walter Galbraith (1961–1964)
- Jock Stein (1964–1965)
- Bob Shankly (1965–1969)
- Willie MacFarlane (1969–1970)
- Dave Ewing (1970–1971)
- Eddie Turnbull (1971–1980)
- Willie Ormond (1980)
- Bertie Auld (1980–1982)
- Pat Stanton (1982–1984)
- John Blackley (1984–1986)
- Alex Miller (1986–1996)
- Jim Duffy (1997–1998)
- Alex McLeish (1998–2001)
- Franck Sauzée (2001–2002)
- Bobby Williamson (2002–2004)
- Tony Mowbray (2004–2006)
- John Collins (2006–2007)
- Mixu Paatelainen (2008–2009)
- John Hughes (2009–2010)
- Colin Calderwood (2010–2011)
- Pat Fenlon (2011–2013)
- Terry Butcher (2013–2014)
- Alan Stubbs (2014–2016)
- Neil Lennon (2016–2019)
- Paul Heckingbottom (2019)
- Jack Ross (2019–2021)
- Shaun Maloney (2021–2022)
- Lee Johnson (2022–2023)
- Nick Montgomery (2023–2024)
- David Gray (seit 2024)

## Spieler
- Joe Baker (Stürmer, 1957–1961 sowie 1971/72 bei den Hibs, in den Spielzeiten 1958/59 und 1959/60 jeweils Torschützenkönig der schottischen Liga, erzielte beim 4:3-Sieg am 1. März 1958 gegen den Stadtrivalen Hearts in der Pokalsaison 1957/58 alle vier Tore der Hibs.[7])
- John Blackley (Verteidiger, 1967–1978 sowie 1983/84, WM-Teilnehmer 1974)
- Scott Brown (Mittelfeldspieler, 2002–2007, wechselte für die Rekordsumme zwischen zwei schottischen Vereinen von 4,4 Millionen Pfund zu Celtic)
- Bobby Combe (Mittelfeldspieler, 1941–1957)
- Peter Cormack (Mittelfeldspieler, 1963–1970 sowie 1980)
- Arthur Duncan (Mittelfeldspieler, 1969–1984, mit 446 Ligaeinsätzen Rekordspieler der Hibs)
- James Dunn (Stürmer, 1920–1928)
- James Fraser (Verteidiger, 1954–1968)
- Andy Goram (Torwart, 1987–1991, EM-Teilnehmer 1992 und 1996)
- Bobby Johnstone (Stürmer, 1949–1955 sowie 1959–1961, gehörte zur Hibs-Sturmreihe der Famous Five)
- Willie Ormond (Stürmer, 1946–1961, WM-Teilnehmer 1954 und Trainer der schottischen WM-Auswahl 1974, gehörte zur legendären Hibs-Sturmreihe der Famous Five)
- Lawrie Reilly (Stürmer, 1946–1958, gehörte zur legendären Hibs-Sturmreihe der Famous Five, war in den frühen 1950er Jahren dreimal in Folge Torschützenkönig der schottischen Liga, erzielte mit 187 Treffern die meisten Ligatore für die Hibs und war auch ihr Rekordnationalspieler, bezogen auf die während der Vereinszugehörigkeit absolvierten Länderspieleinsätze.)
- Alan Rough (Torwart, 1982–1988, WM-Teilnehmer 1978 und 1982)
- Erich Schaedler (Verteidiger, 1969–1977, 1981–1985, WM-Teilnehmer 1974)
- Gordon Smith (Stürmer, 1941–1959, gehörte zur legendären Hibs-Sturmreihe der Famous Five)
- Pat Stanton (Mittelfeldspieler, 1963–1976)
- Eddie Turnbull (Stürmer, 1946–1959, WM-Teilnehmer 1958, gehörte zur legendären Hibs-Sturmreihe der Famous Five)
- Tommy Younger (Torwart, 1948–1956, WM-Teilnehmer 1958)

## Trivia
Die schottische Band Proclaimers sind Anhänger von Hibernian. Die Ballade Sunshine on Leith wird nach jedem Sieg der Hibs im Stadion gespielt.
Auch der ehemalige Sänger von Marillion, Fish, ist Fan der Hibbs.